# Adam Zreľák
Adam Zreľák (Ólubló, 1994. május 5. –) szlovák válogatott labdarúgó, a lengyel Warta Poznań csatárja.

## Pályafutása

### Klubcsapatokban
Zreľák a szlovákiai Ólublóban született. Az ifjúsági pályafutását a Lipany csapatában kezdte, majd 2009-ben a Ružomberok akadémiájánál folytatta.
2013-ban mutatkozott be a Ružomberok első osztályban szereplő felnőtt csapatában. 2014 januárjában az orosz CSZKA Moszkvánál szerepelt próbajátékon. 2015-ben a Slovan Bratislava, majd 2016-ban a cseh Jablonec szerződtette. 2017 júliusában a német másodosztályban érdekelt Nürnberg csapatához igazolt. Először a 2017. július 30-ai, Kaiserslautern ellen 3–0-ra megnyert mérkőzés 61. percében, Mikael Ishak cseréjeként lépett pályára. Első gólját 2018. április 15-én, az Ingolstadt ellen 1–1-es döntetlennel zárult találkozón szerezte meg.
2021. február 11-én 2½ éves szerződést kötött a lengyel Warta Poznań együttesével. 2021. március 8-án, a Wisła Płock ellen 2–0-ra megnyert bajnokin debütált. 2021. augusztus 6-án, a Górnik Łęczna ellen idegenben 4–0-ra megnyert mérkőzésen megszerezte első gólját a klub színeiben.

### A válogatottban
Zreľák az U19-es és az U21-es korosztályú válogatottakban is képviselte Szlovákiát.
2013-ban debütált a felnőtt válogatottban. Először a 2013. november 19-ei, Gibraltár ellen 0–0-ás döntetlennel zárult mérkőzés 65. percében, David Depetrist váltva lépett pályára. Első válogatott gólját 2016. május 27-én, Georgia ellen 3–1-re megnyert barátságos mérkőzésen szerezte meg.

## Statisztikák
2023. március 12. szerint
| Klub              | Szezon   | Osztály       | Bajnokság | Bajnokság | Kupa  | Kupa | Nemzetközi | Nemzetközi | Összesen | Összesen |
| Klub              | Szezon   | Osztály       | Meccs     | Gól       | Meccs | Gól  | Meccs      | Gól        | Meccs    | Gól      |
| ----------------- | -------- | ------------- | --------- | --------- | ----- | ---- | ---------- | ---------- | -------- | -------- |
| Ružomberok        | 2012–13  | Fortuna Liga  | 11        | 1         | 0     | 0    | —          | —          | 11       | 1        |
| Ružomberok        | 2013–14  | Fortuna Liga  | 32        | 8         | 3     | 0    | —          | —          | 35       | 8        |
| Ružomberok        | 2014–15  | Fortuna Liga  | 18        | 6         | 0     | 0    | —          | —          | 18       | 6        |
| Ružomberok        | Összesen | Összesen      | 61        | 15        | 3     | 0    | 0          | 0          | 64       | 15       |
| Slovan Bratislava | 2014–15  | Fortuna Liga  | 13        | 4         | 1     | 0    | —          | —          | 14       | 4        |
| Slovan Bratislava | 2015–16  | Fortuna Liga  | 26        | 6         | 5     | 5    | 5          | 2          | 36       | 13       |
| Slovan Bratislava | 2016–17  | Fortuna Liga  | 2         | 0         | 0     | 0    | 3          | 0          | 5        | 0        |
| Slovan Bratislava | Összesen | Összesen      | 41        | 10        | 6     | 5    | 8          | 2          | 55       | 17       |
| Jablonec          | 2016–17  | 1. Liga       | 5         | 2         | 0     | 0    | —          | —          | 5        | 2        |
| Nürnberg          | 2017–18  | 2. Bundesliga | 13        | 1         | 0     | 0    | —          | —          | 13       | 1        |
| Nürnberg          | 2018–19  | Bundesliga    | 14        | 2         | 3     | 1    | —          | —          | 17       | 3        |
| Nürnberg          | 2019–20  | 2. Bundesliga | 15        | 1         | 0     | 0    | —          | —          | 15       | 1        |
| Nürnberg          | 2020–21  | 2. Bundesliga | 5         | 0         | 0     | 0    | —          | —          | 5        | 0        |
| Nürnberg          | Összesen | Összesen      | 47        | 4         | 3     | 1    | 0          | 0          | 50       | 5        |
| Warta Poznań      | 2020–21  | Ekstraklasa   | 8         | 0         | 0     | 0    | —          | —          | 8        | 0        |
| Warta Poznań      | 2021–22  | Ekstraklasa   | 29        | 9         | 0     | 0    | —          | —          | 29       | 9        |
| Warta Poznań      | 2022–23  | Ekstraklasa   | 21        | 6         | 1     | 0    | —          | —          | 22       | 6        |
| Warta Poznań      | Összesen | Összesen      | 58        | 15        | 1     | 0    | 0          | 0          | 59       | 15       |
| Összesen          | Összesen | Összesen      | 97        | 27        | 13    | 4    | 13         | 4          | 123      | 35       |

### A válogatottban
| Válogatott | Év       | Pályára lépés | Gól |
| ---------- | -------- | ------------- | --- |
| Szlovákia  | 2013     | 1             | 0   |
| Szlovákia  | 2016     | 1             | 1   |
| Szlovákia  | 2018     | 2             | 1   |
| Szlovákia  | 2020     | 1             | 0   |
| Szlovákia  | 2022     | 3             | 1   |
| Összesen   | Összesen | 8             | 3   |

#### Góljai a válogatottban
| # | Időpont              | Helyszín                                         | Ellenfél         | Gólok | Eredmény | Kiírás                                     |
| - | -------------------- | ------------------------------------------------ | ---------------- | ----- | -------- | ------------------------------------------ |
| 1 | 2016. május 27.      | ASKÖ Stadion, Wels, Ausztria                     | Grúzia           | 3–0   | 3–1      | barátságos mérkőzés                        |
| 2 | 2018. november 16.   | Anton Malatinský Stadion, Nagyszombat, Szlovákia | Ukrajna          | 3–1   | 4–1      | 2018–2019-es UEFA Nemzetek Ligája (B liga) |
| 3 | 2022. szeptember 25. | TSC Arena, Topolya, Szerbia                      | Fehéroroszország | 1–1   | 1–1      | 2022–2023-as UEFA Nemzetek Ligája (C liga) |

## Sikerei, díjai
Slovan Bratislava
- Fortuna Liga
  - Ezüstérmes (1): 2015–16

- Szlovák Kupa
  - Döntős (1): 2015–16

Nürnberg
- 2. Bundesliga
  - Feljutó (1): 2017–18